# Jayesh Rane
Jayesh Dilip Rane (Mumbai, 20 febbraio 1993) è un calciatore indiano, attaccante dello Jamshedpur.

## Carriera

### Club
Ha giocato nella prima divisione indiana.

### Nazionale
Ha giocato nella nazionale indiana Under-23.

## Statistiche

### Presenze e reti nei club
| Stagione           | Squadra            | Campionato         | Campionato | Campionato | Coppe nazionali | Coppe nazionali | Coppe nazionali | Coppe continentali | Coppe continentali | Coppe continentali | Altre coppe | Altre coppe | Altre coppe | Totale | Totale |
| Stagione           | Squadra            | Comp               | Pres       | Reti       | Comp            | Pres            | Reti            | Comp               | Pres               | Reti               | Comp        | Pres        | Reti        | Pres   | Reti   |
| ------------------ | ------------------ | ------------------ | ---------- | ---------- | --------------- | --------------- | --------------- | ------------------ | ------------------ | ------------------ | ----------- | ----------- | ----------- | ------ | ------ |
| 2020-2021          | ATK Mohun Bagan    | ISL                | 13+2       | 0          | -               | -               | -               | AFC Cup            | 4                  | 1                  | -           | -           | -           | 19     | 1      |
| 2021-2022          | Bengaluru          | ISL                | 9          | 1          | -               | -               | -               | -                  | -                  | -                  | -           | -           | -           | 9      | 1      |
| 2022-2023          | Bengaluru          | ISL                | 8+1        | 0          | SC              | 4               | 1               | -                  | -                  | -                  | DC          | 4           | 0           | 17     | 1      |
| Totale Bengaluru   | Totale Bengaluru   | Totale Bengaluru   | 18         | 1          |                 | 4               | 1               |                    | -                  | -                  |             | 4           | 0           | 26     | 2      |
| 2023-2024          | Mumbai City        | ISL                | 16+3       | 0          | SC              | 4               | 0               | AFC                | 2                  | 0                  | DC          | 0           | 0           | 25     | 0      |
| 2024-2025          | Mumbai City        | ISL                | 20+1       | 0          | SC              | 0               | 0               | -                  | -                  | -                  | DC          | -           | -           | 21     | 0      |
| Totale Mumbai City | Totale Mumbai City | Totale Mumbai City | 40         | 0          |                 | 4               | 0               |                    | 2                  | 0                  |             | 0           | 0           | 45     | 0      |
| 2025-2026          | Jamshedpur         | ISL                | 0          | 0          | SC              | 0               | 0               | -                  | -                  | -                  | DC          | 4           | 0           | 4      | 0      |
| Totale carriera    | Totale carriera    | Totale carriera    | 73         | 1          |                 | 8               | 1               |                    | 6                  | 1                  |             | 8           | 0           | 95     | 3      |

## Palmarès

### Club

#### Competizioni nazionali
- Indian Super League: 2

ATK: 2019-2020
Mumbai City: 2023-2024
- Durand Cup: 1

Bengaluru: 2022